# Freak Show (álbum de Enrique Bunbury)
Freak Show es el tercer CD y DVD en directo que recoge la gira Freak Show que Enrique Bunbury realizó junto a Carlos Ann, Nacho Vegas, Adrià Puntí, Iván Ferreiro y Mercedes Ferrer. La particularidad del show fue que se montó un escenario que simulaba un circo y los protagonistas estaban caracterizado como payasos y mimos.
El disco y el DVD fueron grabados entre octubre y noviembre de 2004 con el sello de Capitol. El DVD "La Película" contiene entrevistas con todos los participantes, ensayos, concierto, fotos, entrevistas, etc.

## Conciertos
Las ciudades donde se montaron los conciertos fueron 5:
| #  | Ciudad    | Fecha de presentación        |
| -- | --------- | ---------------------------- |
| 1. | Valencia  | 20 de octubre de 2004        |
| 2. | Almería   | 23 de octubre de 2004        |
| 3. | Bilbao    | 30 de octubre de 2004        |
| 4. | Barcelona | 4 de noviembre de 2004       |
| 5. | Madrid    | 12 y 13 de noviembre de 2004 |

## Lista de canciones (CD)
Todos los temas escritos y compuestos por Enrique Bunbury, excepto donde se indica.

| N.º   | Título                                                 | Escritor(es)                             | Duración |  |
| 1.    | «Otto e mezzo»                                         | Nino Rota                                | 2:36     |  |
| 2.    | «La señorita hermafrodita»                             |                                          | 4:44     |  |
| 3.    | «Lo que queda por vivir»                               |                                          | 2:56     |  |
| 4.    | «Que no sepa tu mano izquierda lo que hace la derecha» |                                          | 3:04     |  |
| 5.    | «L'Amour» (con Carlos Ann)                             | Enrique Bunbury Carlos Ann Shuarma Morti | 4:56     |  |
| 6.    | «Anidando liendres»                                    | Bunbury Copi Corellano                   | 4:30     |  |
| 7.    | «Gang-Bang» (con Nacho Vegas)                          | Nacho Vegas                              | 6:40     |  |
| 8.    | «Salomé»                                               |                                          | 4:23     |  |
| 9.    | «Los restos del naufragio»                             |                                          | 4:00     |  |
| 10.   | «Longui N.º 13»                                        | Adrià Puntí                              | 4:34     |  |
| 11.   | «El rescate»                                           |                                          | 4:43     |  |
| 12.   | «Lady Blue»                                            |                                          | 5:06     |  |
| 13.   | «Sácame de aquí»                                       |                                          | 4:42     |  |
| 14.   | «Fantasía» (con Mercedes Ferrer)                       | Agi Lindroth Mercedes Ferrer             | 2:37     |  |
| 15.   | «...Y al final»                                        |                                          | 5:11     |  |
| 64:42 |                                                        |                                          |          |  |

## DVD
| #  | Contenido                      |
| -- | ------------------------------ |
| 1. | "Freak Show: La Película"      |
| 2. | "Álbum fotográfico Freak Show" |
| 3. | "Entrevista por los fans"      |

## Personal
Enrique Bunbury
Compositor, Productor General, Productor de Audio.
Voz, Guitarras, Artista Principal.

Músicos
Carlos Ann: Sintetizador, Coros.
Copi: Acordeón, Teclados, Coros.
Rafa Domínguez: Guitarra, Coros.
Ana Belén "Matahari" Estaje: Percusión, Violín, Coros.
Iván Ferreiro: Sintetizador, Voz en Lady Blue.
Mercedes Ferrer: Compositora, Guitarra, Armónica, Coros.
Ramón Gacías: Batería, productor.
Javier García-Vega: Guitarra acústica, guitarra española, trombón.
Pancho Inigo: Armónica, trompeta, coros.
Del Morán: Bajo eléctrico, contrabajo.
Adrià Puntí: Compositor, acordeón, guitarra, guitarra acústica, coros.
Luis Miguel Romero: Coros, percusión.
Nacho Vegas: Compositor, guitarra, guitarra acústica, sintetizador, coros.
Personal técnico:
Zona de Obras: Diseño gráfico.
Javier Estrada: Asistente de producción.
George Marino: Masterización.
Jordi Mora: Ingeniero, Mezcla.
Jordi Solé: Ingeniero, Mezcla.
José Román Yago: Técnico de backline.
Javier Yáñez: Grabación.